# Приз журі (Каннський кінофестиваль)

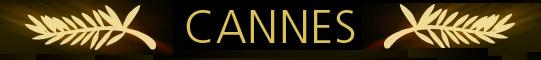
Емблема Каннського кінофестивалю

Приз журі (фр. Prix du Jury) — одна з нагород Каннського кінофестивалю. Його володар обирається з офіційних учасників конкурсу. Приз журі вважається третьою за престижністю нагородою кінофестивалю після Золотої пальмової гілки і Гран-прі.

## Лауреати
| Рік       | Фільм                                                          | Режисер                                  | Країна              | Нагорода              |
| --------- | -------------------------------------------------------------- | ---------------------------------------- | ------------------- | --------------------- |
| 1946      | Битва на рейках / La Bataille du rail                          | Рене Клеман                              | Франція             | Міжнародний приз журі |
| 1947—1949 | Не вручали                                                     | Не вручали                               | Не вручали          | Не вручали            |
| 1951      | Все про Єву / All About Eve                                    | Джозеф Лео Манкевич                      | США                 | Спеціальний приз журі |
| 1952      | Ми всі вбивці / Nous sommes tous des assassins                 | Андре Каятт                              | Франція             | Спеціальний приз журі |
| 1953      | Не вручали                                                     | Не вручали                               | Не вручали          | Спеціальний приз журі |
| 1954      | Мосьє Ріпуа / Knave of Hearts                                  | Рене Клеман                              | Велика Британія     | Спеціальний приз журі |
| 1955      | Втрачений континент / Continente Perduto                       | декілька                                 | Італія              | Спеціальний приз журі |
| 1956      | Таємниця Пікассо / Le mystère Picasso                          | Анрі-Жорж Клузо                          | Франція             | Спеціальний приз журі |
| 1957      | Канал / Kanał                                                  | Анджей Вайда                             | Польща              | Спеціальний приз журі |
| 1957      | Сьома печатка / Det sjunde inseglet                            | Інгмар Бергман                           | Швеція              | Спеціальний приз журі |
| 1958      | Мій дядечко / Mon oncle                                        | Жак Таті                                 | Франція             | Спеціальний приз журі |
| 1959      | Зірки / Sterne                                                 | Конрад Вольф                             | НДР                 | Спеціальний приз журі |
| 1960      | Пригода / L'avventura                                          | Мікеланджело Антоніоні                   | Італія              | Приз журі             |
| 1960      | Ключ / 鍵                                                      | Кон Ітікава                              | Японія              | Приз журі             |
| 1961      | Матір Іоанна від ангелів / Matka Joanna od aniołów             | Єжи Кавалерович                          | Польща              | Спеціальний приз журі |
| 1962      | Процес Жанни д'Арк / Procès de Jeanne d'Arc                    | Робер Брессон                            | Франція             | Спеціальний приз журі |
| 1962      | Затемнення / L'Eclisse                                         | Мікеланджело Антоніоні                   | Італія              | Спеціальний приз журі |
| 1963      | Харакірі / 切腹                                                | Масакі Кобаясі                           | Японія              | Спеціальний приз журі |
| 1963      | Ось прийде кіт / Až přijde kocour                              | Войтех Ясний                             | Чехословаччина      | Спеціальний приз журі |
| 1964      | Жінка в пісках / 砂の女                                        | Хіросі Тесігахара                        | Японія              | Спеціальний приз журі |
| 1965      | Квайдан / 怪談                                                 | Масакі Кобаясі                           | Японія              | Спеціальний приз журі |
| 1966      | Альфі / Alfie                                                  | Льюїс Гілберт                            | Велика Британія     | Спеціальний приз журі |
| 1967      | Не вручали                                                     | Не вручали                               | Не вручали          | Не вручали            |
| 1969      | Дзета / Z                                                      | Коста-Гаврас                             | Греція              | Приз журі             |
| 1970      | Соколи / Magasiskola                                           | Іштван Гааль                             | Угорщина            | Приз журі             |
| 1970      | Полунична заява / The Strawberry Statement                     | Стюарт Хагман                            | США                 | Приз журі             |
| 1971      | Кохання / Szerelem                                             | Карой Макк                               | Угорщина            | Приз журі             |
| 1971      | Джо Гілл / Joe Hill                                            | Бу Відерберг                             | Швеція              | Приз журі             |
| 1972      | Бійня номер п'ять / Slaughterhouse-Five                        | Джордж Рой Гілл                          | США                 | Приз журі             |
| 1973      | Санаторій під клепсидрою / Sanatorium pod Klepsydrą            | Войцех Гас                               | Польща              | Приз журі             |
| 1973      | Запрошення / L'Invitation                                      | Клод Горетта                             | Швейцарія           | Приз журі             |
| 1974—1979 | Не вручали                                                     | Не вручали                               | Не вручали          | Приз журі             |
| 1980      | Константа / Constans                                           | Кшиштоф Зануссі                          | Польща              | Приз журі             |
| 1981—1982 | Не вручали                                                     | Не вручали                               | Не вручали          | Приз журі             |
| 1983      | Харідж / খারিজ                                                   | Мрінал Сен                               | Індія               | Приз журі             |
| 1984      | Не вручали                                                     | Не вручали                               | Не вручали          | Приз журі             |
| 1985      | Полковник Редль / Redl ezredes                                 | Іштван Сабо                              | Угорщина            | Приз журі             |
| 1986      | Тереза / Thérèse                                               | Ален Кавальє                             | Франція             | Приз журі             |
| 1987      | Єєлен                                                          | Сулеман Сісс                             | Малі                | Приз журі             |
| 1987      | Сінран: Шлях до чистоти / 親鸞 白い道                          | Рентаро Мікуні                           | Японія              | Приз журі             |
| 1988      | Короткий фільм про вбивство / Krótki film o zabijaniu          | Кшиштоф Кесльовський                     | Польща              | Приз журі             |
| 1989      | Ісус з Монреалю / Jésus de Montréal                            | Дені Аркан                               | Канада              | Приз журі             |
| 1990      | За завісою секретності / Hidden Agenda                         | Кен Лоуч                                 | Велика Британія     | Приз журі             |
| 1991      | Європа / Europa                                                | Ларс фон Трієр                           | Данія               | Приз журі             |
| 1991      | За бортом життя / Hors la vie                                  | Марун Багдаді                            | Ліван               | Приз журі             |
| 1992      | Сонячна айва / El Sol del Membrillo                            | Віктор Ерісе                             | Іспанія             | Приз журі             |
| 1992      | Самостійне життя                                               | Віталій Каневський                       | Росія               | Приз журі             |
| 1993      | Ляльковод / 戲夢人生                                           | Хоу Сяосянь                              | Тайвань             | Приз журі             |
| 1993      | Дощ з каміння / Raining Stones                                 | Кен Лоуч                                 | Велика Британія     | Приз журі             |
| 1994      | Королева Марго / La Reine Margot                               | Патріс Шеро                              | Франція             | Приз журі             |
| 1995      | Не забувай, що ти скоро помреш / Noublie pas que tu vas mourir | Ксав'є Бовуа                             | Франція             | Приз журі             |
| 1995      | Каррінгтон / Carrington                                        | Крістофер Гемптон                        | Велика Британія     | Спеціальний приз журі |
| 1996      | Автокатастрофа / Crash                                         | Девід Кроненберг                         | Канада              | Спеціальний приз журі |
| 1997      | Вестерн / Western                                              | Манюель Пуар'є                           | Франція             | Приз журі             |
| 1998      | Зимова поїздка / La classe de neige                            | Клод Міллер                              | Франція             | Приз журі             |
| 1998      | Торжество / Festen                                             | Томас Вінтерберг                         | Данія               | Приз журі             |
| 1999      | Лист / A Carta                                                 | Мануель ді Олівейра                      | Португалія          | Приз журі             |
| 2000      | Шкільні дошки / تخته سیاه                                      | Саміра Махмальбаф                        | Іран                | Приз журі             |
| 2000      | Пісні з другого поверху / Sånger Från Andra Våningen           | Рой Андерсон                             | Швеція              | Приз журі             |
| 2001      | Не вручали                                                     | Не вручали                               | Не вручали          | Приз журі             |
| 2002      | Божественне втручання / يد إلهية                               | Елія Сулейман                            | Палестина           | Приз журі             |
| 2003      | О п'ятій пополудні / ساعت پنج بعدازظهر                         | Саміра Махмальбаф                        | Іран                | Приз журі             |
| 2004      | Тропічна хвороба / สัตว์ประหลาด                                  | Апічатпонг Вірасетакул                   | Таїланд             | Приз журі             |
| 2005      | Шанхайські мрії / 青紅                                         | Ван Сяошуай                              | КНР                 | Приз журі             |
| 2006      | Червона дорога / Red Road                                      | Андреа Арнольд                           | Велика Британія     | Приз журі             |
| 2007      | Персеполіс / Persepolis                                        | Маржан Сатрапі Венсан Паронно            | Франція             | Приз журі             |
| 2007      | Безмовне світло / Luz Silenciosa                               | Карлос Рейгадас                          | Мексика             | Приз журі             |
| 2008      | Дивовижний / Il Divo                                           | Паоло Соррентіно                         | Італія              | Приз журі             |
| 2009      | Жага / 박쥐                                                    | Пак Чхан Ук                              | Південна Корея      | Приз журі             |
| 2009      | Акваріум / Fish Tank                                           | Андреа Арнольд                           | Велика Британія     | Приз журі             |
| 2010      | Людина, що кричить / Un Homme qui crie                         | Махамат Салех Харун                      | Чад                 | Приз журі             |
| 2011      | Паліція / Polisse                                              | Майвенн Ле Беско                         | Франція             | Приз журі             |
| 2012      | Доля ангелів / The Angel’s Share                               | Кен Лоуч                                 | Велика Британія     | Приз журі             |
| 2013      | Як батько, як син / そして父になる                             | Хірокадзу Корееда                        | Японія              | Приз журі             |
| 2014      | Мамочка / Mommy                                                | Ксав'є Долан                             | Канада              | Приз журі             |
| 2014      | Прощавай, мово / Adieu au Langage                              | Жан-Люк Годар                            | Франція             | Приз журі             |
| 2015      | Лобстер / The Lobster                                          | Йоргос Лантімос                          | Греція              | Приз журі             |
| 2016      | Американська любка / American Honey                            | Андреа Арнольд                           | Велика Британія США | Приз журі             |
| 2017      | Нелюбов / Нелюбовь                                             | Андрій Звягінцев                         | Росія Франція       | Приз журі             |
| 2018      | Капернаум / كفرناحوم                                           | Надін Лабакі                             | Ліван Франція       | Приз журі             |
| 2019      | Бакурау / Bacurau                                              | Клебер Мендонса Фільо та Жуліано Дорнель | Бразилія            |                       |